# Francesco Maurolico
Francesco Maurolico   (Messina, 16 de setembre de 1494 - Messina, 22 de juliol de 1575) va ser un matemàtic italià, del segle xvi. També va destacar en Astronomia i Arquitectura. I com a historiador. Amb motiu de la batalla de Lepant va subministrar cartes geogràfiques (mapes geogràfics) a l'estol cristià.

## Vida[3]
Francesco Maurolico era fill d'Antonio Maurolico, un grec que va abandonar Constantinoble després de la caiguda d'aquesta ciutat en mans dels otomans el 1453. La seva educació, com la dels seus sis germans va restar a cura de la seva mare, Penuccia, que era una dona noble i sàvia, mentre el seu pare li va ensenyar grec, matemàtiques i astronomia. La família estava ben situada, ja que el seu pare, Antonio, era un metge reconegut a la ciutat de Messina. També va estudiar gramàtica i retòrica amb el capellà sicilià Francesco Faraone.
L'any 1521 és ordenat sacerdot i el 1525 viatja a Roma per a obtenir el jubileu, essent un dels pocs viatges fora de Sicília que farà a la seva vida. A la mort del seu pare, deixa que el seu germà petit, Giacomo, es dediqui a l'administració de la fortuna familiar, mentre ell es dedica a l'estudi. L'any 1550 fa donació de tots els béns al seu germà, pren l'hàbit dels benedictins i es reclou al monestir de Santa Maria del Parto (a la vora de Castelbuono), sense deixar els seus estudis de matemàtiques, astronomia i òptica.

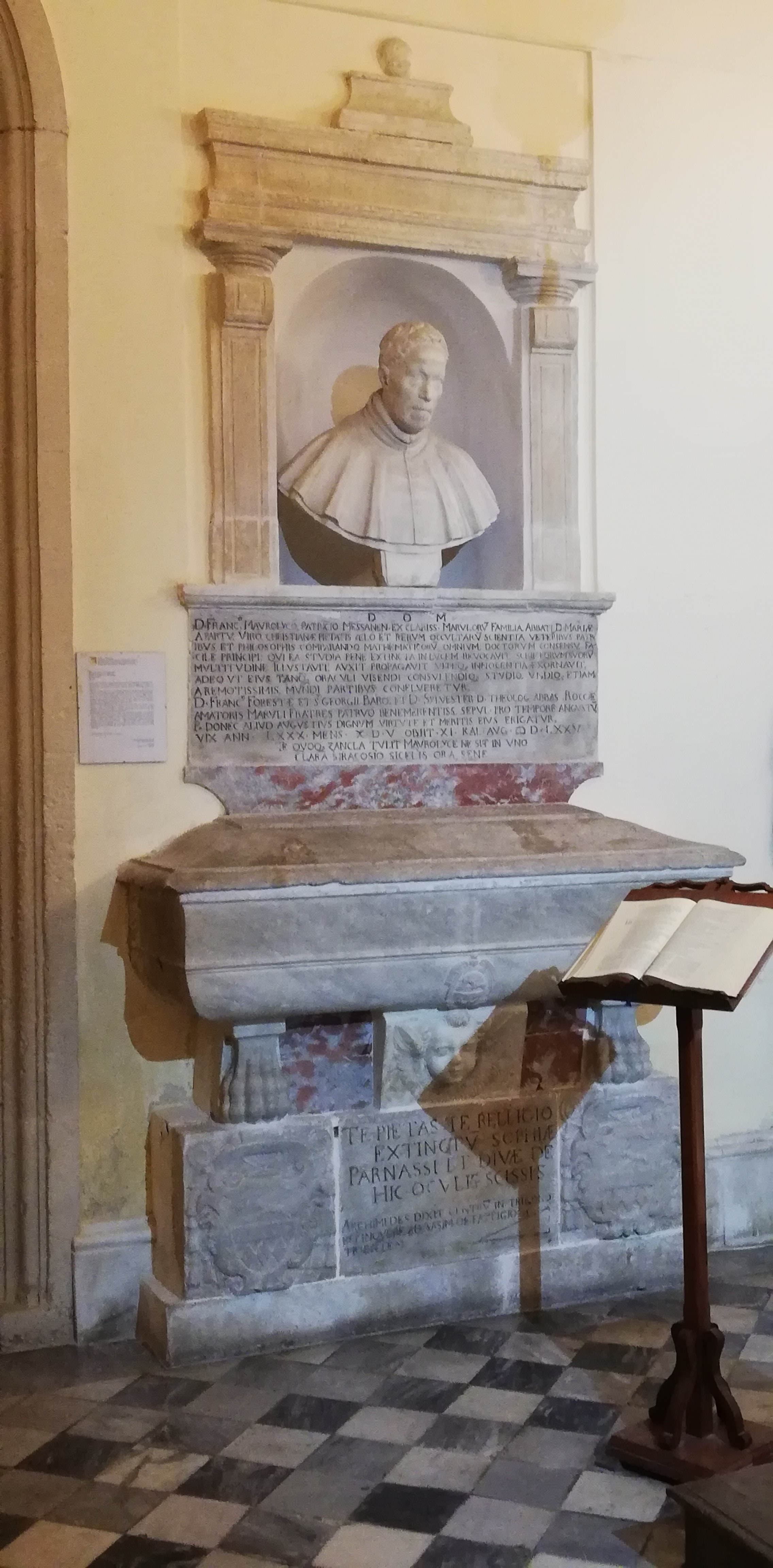
Tomba de Maurolico a l'església de Sant Joan de Messina.

Al cap d'uns anys a Castelbuono, retorna a Messina, on serà professor de l'Estudi General (actual Universitat de Messina) que havien fundat els jesuïtes el 1548 i que va estar dirigit pel mallorquí Jeroni Nadal i el castellà Baltasar Torres qui, més tard, seria el primer professor de matemàtiques del Collegio Romano (actual Universitat Pontifícia Gregoriana). És probable que a través d'aquestes relacions amb els jesuïtes, establís contacte amb Clavius, qui va viatjar a Messina el 1574. i sobre qui va exercir certa influència.
Va morir l'any 1575, a la Casa Professa dels jesuïtes de Messina. El seu cadàver va ser enterrat al convent de Sant Francesc de Paula (poc distant de la ciutat) i, posteriorment, va ser traslladat a la Capella Maurolyca de la basílica de Sant Joan Baptista a Messina.

## Obra
La qualitat (i la quantitat) de la seva obra i els seus mètodes d'interpretació el converteixen en un acadèmic de primer ordre. La poca difusió de les seves obres només s'explica per l'aïllament geogràfic de Sicília. No obstant molts dels seus escrits van ser publicats anys després de la seva mort.
Així, per exemple, la seva reconstrucció dels aleshores desapareguts llibres V i VI de les Còniques d'Apol·loni de Perge no van ser publicats fins al 1654 i la seva traducció de les obres d'Arquimedes, amb el títol de Admirandi Archimedis Syracusani monumenta omnia, no ho va ser fins al 1685 (més de cent anys després de la seva mort).
Mentre els seus primers treballs matemàtics van ser traduccions, comentaris i reconstruccions de les obres clàssiques de la matemàtica grega antiga (a més dels autors ja citats, es poden afegir Euclides, Menelau, Teodosi, Autòlic, etc.), els seus treballs més madurs són obres originals sobre temes matemàtics concrets. La majoria d'aquests treballs van ser reunits en una edició, els Opuscula Mathematica, publicat el mateix any de la seva mort, el 1575, i en el que sembla que va utilitzar per primera vegada una versió prematura del principi d'inducció matemàtica.

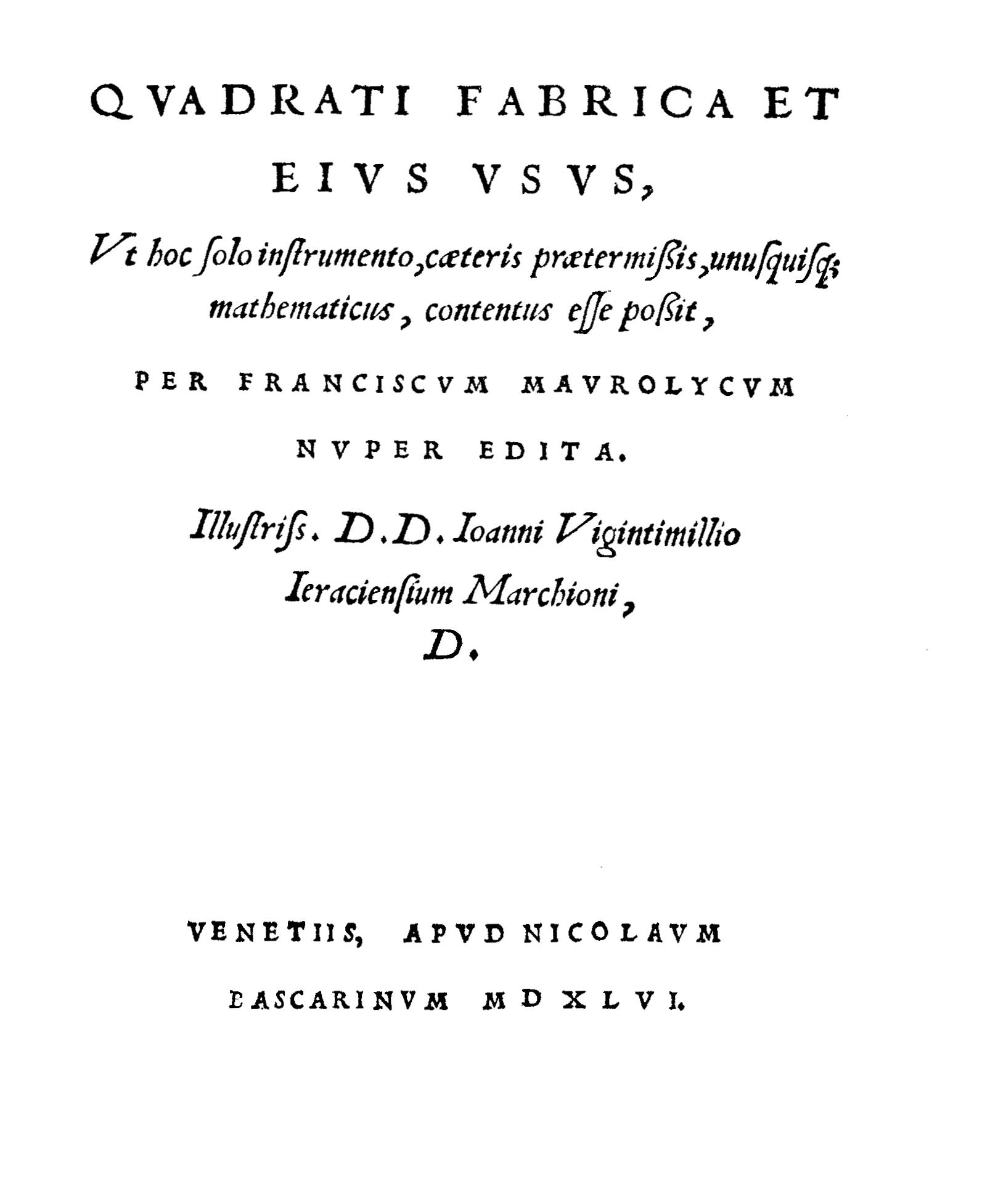
Quadrati fabrica et eius usus, 1546.

També van tenir importància els seus treballs en astronomia, dels que Clavius se'n va endur manuscrits a Roma, publicant-los posteriorment en nom de Maurolico, i en òptica, sobretot el molt conegut Photismi de lumine et umbra publicat el 1611.
També va escriure, per encàrrec d'un noble sicilià, una Història de Sicília, en llatí. Posteriorment es va fer una traducció a l' italià:
| «                                                         | Venendo intanto soccorsi in Messina e per terra e per mare, atterrito egli dalle minacce di Pietro di Aragona , abbandonando la Sicilia si ritirò per mare nella vicina Calabria. Quindi fu intimato un duello tra i due re in Bourdeaux , ma non venne a compimento, perchè Carlo nel 1284 morì in Manfredonia , e Pietro nel 1286 in Barcellona . | » |
| — Della storia di Sicilia dell'abate Francesco Maurolico. | |   |

El 1543 es va publicar una obra de Cosmografia: Cosmographia Francisci Maurolyci, tot i que probablement havia estat escrita uns anys abans.
- El llibre Opuscula Mathematica (D. Francisci Mavrolyci, Abbatis Messanensis, Opuscula Mathematica ) conté les obres següents i es va publicar el mateix any de la seva mort.[24]
  - De Sphæra liber unus, en el qual es mostra radicalment oposat a la teoria heliocèntrica de Copèrnic.[25]
  - Computus Ecclesiasticus in summam collectus.
  - Tractatus Inftrumentorum Astronomicorum . De quadrato geometrico. De quadrante. De astrolabi theoria et fabrica. Usus astrolabi. De armillaris instrumenti fabrica. De sphaera solida.
  - Tractatus de Lineis horarijs.
  - Euclidis propositiones elementorum, libri Tredecimi solidorum tertij , regularium corporum primi.[26]
  - Musice traditiones.
  - Delineis horarijs libri tres.
  - Arithmeticorum libri duo demum accesserunt.